# Anolis smallwoodi
Anolis smallwoodi (велетенський зеленоплямистий аноліс) — вид ігуаноподібних ящірок родини анолісових (Dactyloidae). Ендемік Куби.

## Підвиди
Виділяють три підвиди:
- Anolis smallwoodi smallwoodi Schwartz, 1964;
- Anolis smallwoodi palardis Schwartz, 1964;
- Anolis smallwoodi saxuliceps Schwartz, 1964.

## Поширення і екологія
Велетенські зеленоплямисті аноліси мешкають на південному сході Куби. Вони живуть в тропічних і мангрових лісах, в садах і на плантаціях. Зустрічаються на висоті до 1020 м над рівнем моря.

## Збереження
МСОП класифікує стан збереження цього виду як близький до загрозливого. Anolis smallwoodi загрожує знищення природного середовища.